# 라이니켄도르퍼 슈트라세역
라이니켄도르퍼 슈트라세역(U-Bahnhof Reinickendorfer Straße)은 베를린 미테구 베딩에 있는 U6의 역이다. 뮐러슈트라세 도로의 팡케강 이북에 위치해 있다. 1923년 3월 8일 베를린 남북 도시철도의 제슈트라세-나투어쿤데무제움 구간 개통과 함께 영업을 시작했다.
베를린 버스 M27, 120, 147번과 환승할 수 있다.

## 역사
베를린 남북 도시철도의 일부로 1901년부터 계획되었으나, 1912년에 실제로 착공했고 제1차 세계 대전이 끝난 1919년에 일시 중지된 공사가 다시 시작되었다. 역사는 전쟁 이전 하인리히 예넨(Heinrich Jennen)이 당시의 표준안을 사용하여 설계했으며, 제네펠더플라츠역과 로자룩셈부르크플라츠역과 비슷한 양식이다.
개착식 공법으로 지표면 바로 아래에 설치되었으며, 출입구는 중간층 없이 뮐러슈트라세 지표면으로 바로 연결된다. 건설 당시 승강장 길이는 80 m, 폭은 7 m였다. 격간은 철제 기둥과 철근 콘크리트로 구성되어 있다. 하인리히 예넨의 사망 이후 알프레드 그레난데르와 알프레트 페제(Alfred Fehse)가 설계를 이어받았다. 1920년대 대공황 때문에 원래 계획했던 세라믹 타일 외벽 마감 대신 단순한 흰색 도장으로 벽면을 마감했다. 역 내부의 기둥, 격간, 역명판, 광고판 등에 사용했던 주요 색상은 빨간색이다.
1945년 이후 서베를린에 속했던 C선의 북부 구간 최남단 역이었으며, BVG 내부에서는 경계역(Grenzbahnhof)으로 취급했다. 1961년부터 1989년까지는 베를린 장벽의 건설로 인해서 이 역에서 남쪽으로 출발했던 열차가 프리드리히슈트라세역까지 무정차 통과했다. 1993년부터 1996년까지 개보수 공사가 진행되었다. 승강장이 북쪽으로 연장되어 총 105 m가 되었으며, 엘리베이터가 설치되었으며, 주요 색상을 녹색으로 변경했다.

## 인접 철도역
| 베를린 지하철 6호선 | 베를린 지하철 6호선 | 베를린 지하철 6호선                        |
| ------------------- | ------------------- | ------------------------------------------ |
| 베딩 알트테겔 방면  | U6                  | 슈바르츠코프슈트라세 알트마리엔도르프 방면 |

## 참고 문헌
- Sabine Bohle-Heintzenberg: Architektur der Berliner Hoch- und Untergrundbahn. Verlag Willmuth Arenhövel, Berlin 1980, ISBN 3-922912-00-1, S. 165–167.
- Biagia Bongiorno: Verkehrsdenkmale in Berlin – Die Bahnhöfe der Berliner Hoch- und Untergrundbahn. Michael Imhof Verlag, Berlin 2007, ISBN 978-3-86568-292-5, S. 135–139.